# Grupo de Ejércitos Ruperto de Baviera
El Grupo de Ejércitos Ruperto de Baviera o Grupo de Ejércitos A (en alemán: Heeresgruppe Kronprinz Rupprecht von Bayern) fue un Grupo de Ejércitos del Ejército alemán, que operó en el frente occidental bajo el mando del Príncipe de la Corona Ruperto de Baviera, entre el 28 de agosto de 1916 y el 11 de noviembre de 1918 durante la I Guerra Mundial. Fue formado a partir del efímero Grupo de Ejércitos Gallwitz a las órdenes de Max von Gallwitz (19 de julio - 28 de agosto de 1916).

## Historia
Al inicio de la batalla del Somme (julio de 1916), el 2º Ejército había crecido hasta un extremo, que se tomó la decisión de dividirlo en dos ejércitos. El 1º Ejército fue recreado el 19 de julio de 1916 del ala derecha (norte) del 2º Ejército. El nuevo comandante del reducido 2º Ejército, Max von Gallwitz, también fue instalado como comandante del Grupo de Ejércitos Gallwitz (Heeresgruppe Gallwitz) para coordinar las acciones de ambos ejércitos en el Somme.
El 28 de agosto de 1916, dos ejércitos extra (el 6º y el 7º) fueron añadidos al Grupo de Ejércitos, que fue renombrado Grupo de Ejércitos Ruperto de Baviera, en honor a su nuevo comandante, el Príncipe de la Corona Ruperto de Baviera. El Grupo de Ejércitos permaneció en pie hasta el final de la guerra. 

## Composición
- 1º Ejército alemán (Fritz von Below): julio de 1916 - abril de 1917
- 2º Ejército alemán (Max von Gallwitz, después Georg von der Marwitz y después Adolph von Carlowitz): julio de 1916 - noviembre de 1918
- 6º Ejército alemán (Ludwig von Falkenhausen, después Otto von Below y después Ferdinand von Quast): agosto de 1916 - noviembre de 1918
- 7º Ejército alemán (Richard von Schubert y después Max von Boehn): agosto de 1916 - abril de 1917
- 4º Ejército alemán (Friedrich Sixt von Armin): marzo de 1917 - noviembre de 1918
- 17º Ejército alemán (Otto von Below y después Bruno von Mudra): febrero-noviembre de 1918